# Itera-Katusha
Itera-Katusha war ein russisches Radsportteam mit Sitz in Moskau.
Die Mannschaft wurde 2010 gegründet und nahm als Continental Team an den UCI Continental Circuits teil. Manager war zunächst der Leiter des Katusha Teams, Hans-Michael Holczer, der von den Sportlichen Leitern Alexandr Barciuc, Christian Henn, Serhij Hontschar, Nikolai Morosow und Alexei Schtschebelin unterstützt wurde. Die Mannschaft war ein Nachwuchsteam des UCI ProTeams Katusha. Der Namensgeber Itera ist Erdgaslieferer in der GUS und den baltischen Ländern.
Ende 2015 wurde das Team aufgelöst.

## Saison 2015

### Erfolge in der UCI Europe Tour
In den Rennen der Saison 2015 der UCI Europe Tour gelangen die nachstehenden Erfolge.
| Datum       | Rennen                            | Kat. | Fahrer                  |
| ----------- | --------------------------------- | ---- | ----------------------- |
| 13. März    | 1. Etappe Istrian Spring Trophy   | 2.2  | Sergei Nikolajew        |
| 19. März    | 1. Etappe Grand Prix of Sochi     | 2.2  | Mannschaftszeitfahren   |
| 2. April    | Prolog Tour of Kuban              | 2.2  | Maxim Pokidow           |
| 4. April    | 2. Etappe Tour of Kuban           | 2.2  | Dmitri Samochwalow      |
| 2.–5. April | Gesamtwertung Tour of Kuban       | 2.2  | Dmitri Samochwalow      |
| 17. April   | 1. Etappe Grand Prix of Adygeya   | 2.2  | Mannschaftszeitfahren   |
| 5. Mai      | Prolog Five Rings of Moscow (EZF) | 2.2  | Sergei Nikolajew        |
| 20. Juni    | 3. Etappe Serbien-Rundfahrt       | 2.2  | Sergei Pomoschtschnikow |

### Abgänge – Zugänge
| Zugänge                     | Team 2014 | Abgänge                         | Team 2015                |
| --------------------------- | --------- | ------------------------------- | ------------------------ |
| Sergei Pomoschtschnikow     | RusVelo   | Ildar Arslanow                  | RusVelo                  |
| Anton Samochwalow           | Neoprofi  | Alexander Foliforow             | RusVelo                  |
| Dmitri Samochwalow          | Neoprofi  | Mamir Stasch                    | RusVelo                  |
| Sergei Belych (ab 22. Juni) | Team 21   | Wiktor Manakow                  | Leopard Development Team |
| Denis Schurjkow             | Team 21   | Jewgeni Swerkow                 | Unbekannt                |
| Sergei Rosin                | Team 21   | Kirill Jazewitsch               | Unbekannt                |
| Denis Borowik               | Neoprofi  | Ajdar Sakarin                   | RusVelo                  |
| Jewgeni Kriwoschejew        | Neoprofi  | Pawel Ptaschkin                 | Unbekannt                |
| Iwan Luzenko                | Neoprofi  | Dmitri Ignatjew                 | Unbekannt                |
| Andrei Lukonin              | Neoprofi  | Roman Katirin                   | Unbekannt                |
| Matwei Mamikin              | Team 21   | Dmitri Kossjakow                | Unbekannt                |
| Danil Nemikin               | Team 21   | Artur Kowsch                    | Unbekannt                |
|                             |           | Michail Akimow                  | Unbekannt                |
|                             |           | Sergei Nikolajew (bis 31. Juli) | Unbekannt                |

### Mannschaft
| Name                    | Geburtstag        | Nationalität | Team 2016       |
| ----------------------- | ----------------- | ------------ | --------------- |
| Sergei Belich           | 4. März 1990      | Russland     | Lokosphinx      |
| Denis Borowik           | 20. Dezember 1995 | Russland     |                 |
| Igor Frolow             | 23. Januar 1990   | Russland     |                 |
| Jewgeni Kriwoschejew    | 22. November 1988 | Russland     |                 |
| Andrei Lukonin          | 2. März 1995      | Russland     |                 |
| Iwan Luzenko            | 17. August 1995   | Moldau       |                 |
| Matwei Mamikin          | 31. Oktober 1994  | Russland     | Team Katusha    |
| Danil Nemikin           | 13. März 1995     | Russland     |                 |
| Sergei Nikolajew        | 5. Februar 1988   | Russland     | Gazprom-RusVelo |
| Maxim Pokidow           | 11. Juli 1989     | Russland     |                 |
| Sergei Pomoschtschnikow | 17. Juli 1990     | Russland     |                 |
| Maxim Rasumow           | 12. Januar 1990   | Russland     |                 |
| Sergei Rosin            | 5. Januar 1995    | Russland     |                 |
| Anton Samochwalow       | 18. November 1986 | Russland     |                 |
| Dmitri Samochwalow      | 18. November 1986 | Russland     |                 |
| Denis Schurjkow         | 12. Oktober 1993  | Russland     |                 |

## Platzierungen in UCI-Ranglisten
UCI America Tour
| Saison    | Mannschaftswertung | Fahrerwertung           |
| --------- | ------------------ | ----------------------- |
| 2010      | 34.                | Alexander Porsew (272.) |
| 2011-2015 | –                  | –                       |

UCI Europe Tour
| Saison | Mannschaftswertung | Fahrerwertung               |
| ------ | ------------------ | --------------------------- |
| 2010   | 16.                | Alexander Porsew (51.)      |
| 2011   | 10.                | Nikita Nowikow (26.)        |
| 2012   | 5.                 | Wjatscheslaw Kusnezow (26.) |
| 2013   | 49.                | Maxim Rasumow (116.)        |
| 2014   | 29.                | Alexander Foliforow (134.)  |
| 2015   | 35.                | Anton Samochwalow (165.)    |

UCI Oceania Tour
| Saison    | Mannschaftswertung | Fahrerwertung               |
| --------- | ------------------ | --------------------------- |
| 2010      | 22.                | Wjatscheslaw Kusnezow (52.) |
| 2011-2015 | –                  | –                           |